# Bürchen
Bürchen je obec ve švýcarském kantonu Valais, okrese Westlich Raron. Žije zde 730 obyvatel.

## Geografie
Bürchen leží na západně orientované náhorní plošině nad Vispem a Raronem. Hranice obce se táhne od Turtigu na dně údolí ve výšce 640 m n. m. až po Violengrat ve výšce 2810 m n. m. Na východě a jihu sousedí s obcemi Visp, Zeneggen a Törbel, na severu a západě s obcemi Raron a Unterbäch. Rozloha obce je 13,41 km², přičemž pouze 5,4 % je využíváno jako zastavěné plochy. Z toho 55,3 % tvoří lesy a 25,7 % je využíváno zemědělsky.
Oblast Bürchenu se vyznačuje typickým charakterem rozptýleného osídlení s mnoha jednotlivými vesnicemi.
Součástí Bürchenu je areál zimních sportů, který je propojen s areálem obce Törbel.

## Historie

Oblast Eischollu (1945)

Alemani oblast dnešní obce osídlili již v 9.–10. století. Od 11. století držela katedrální kapitula v Sionu desátkové právo v obci. Ta zahrnovala tři hlavní vesnice Mauracker, Zenhäusern a Achru a byla rozšířena mýcením (10.–12. století) o sedm kopanic podléhajících biskupskému vikariátu. Bürchen patřil k vikariátu Raron, ze kterého ve 14. století přešel z rodu von Raron na rod Chevronů a v roce 1538 na farnost Raron. Spolu s obcemi Unterbäch, Ausserberg a Raron tvořil Bürchen velkou farnost Raron. Samostatná farnost Bürchen, založená papežem Juliem III. v roce 1554 jako filiální farnost Unterbäch-Bürchen, byla v roce 1853 obdařena rektorátem a v roce 1879 získala statut farnosti.
Odloučení Raronu zahájilo vývoj od hospodářské obce s vlastními stanovami (poprvé roku 1345, z roku pak pocházejí stanovy 1513 „selského cechu“) k politické obci. Zatímco ještě kolem roku 1950 byl Bürchen čistě zemědělskou obcí s vícestupňovým smíšeným hospodářstvím (orná půda, chov dobytka, vinice v údolí), koncem 20. stol. zemědělství prakticky zaniklo. Silnice Visp–Bürchen, vybudovaná v letech 1930–1934, a linka Postbusu usnadnily přístup k pracovním příležitostem v údolí i k cestovnímu ruchu.

## Obyvatelstvo

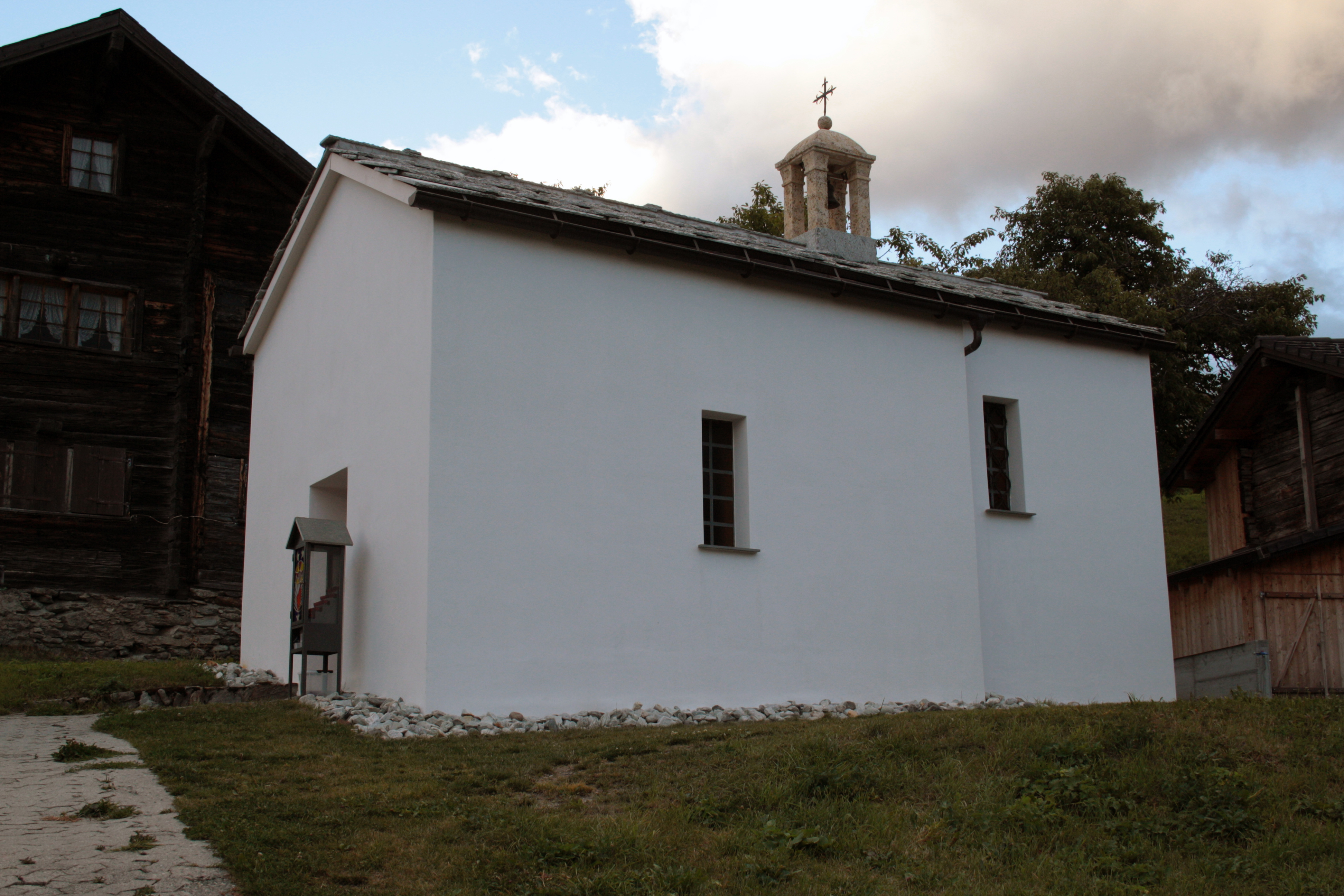
Kaple

| Vývoj počtu obyvatel | Vývoj počtu obyvatel | Vývoj počtu obyvatel | Vývoj počtu obyvatel | Vývoj počtu obyvatel | Vývoj počtu obyvatel | Vývoj počtu obyvatel | Vývoj počtu obyvatel | Vývoj počtu obyvatel | Vývoj počtu obyvatel | Vývoj počtu obyvatel |
| -------------------- | -------------------- | -------------------- | -------------------- | -------------------- | -------------------- | -------------------- | -------------------- | -------------------- | -------------------- | -------------------- |
| Rok                  | 1798                 | 1850                 | 1900                 | 1950                 | 2000                 | 2010                 | 2012                 | 2014                 | 2016                 |                      |
| Počet obyvatel       | 302                  | 332                  | 478                  | 521                  | 672                  | 728                  | 724                  | 758                  | 728                  |                      |

## Doprava
Obec leží mimo hlavní dopravní osy. Silniční spojení začíná ve Vispu; silnice do údolí byla dokončena v roce 1934. Nejbližší železniční stanice se nachází ve Vispu na Simplonské dráze; spojení veřejnou dopravou zajišťují autobusy Postauto.